# La Résie-Saint-Martin
La Résie-Saint-Martin là một xã ở tỉnh Haute-Saône trong vùng Bourgogne-Franche-Comté phía đông nước Pháp.